# Manol Manolov
Manol Manolov (Sófia, 4 de agosto de 1925 - 16 de dezembro de 2008) foi um futebolista e treinador búlgaro, medalhista olímpico. 

## Carreira
Manol Manolov fez parte do elenco medalha de bronze, nos Jogos Olímpicos de 1956, como jogador.